# Krombachtalsperre
Die Krombachtalsperre ist eine Talsperre im Westerwald, welche von 1946 bis 1949 gebaut wurde. Gestaut wird der Rehbach, ein Zufluss der Dill. Namensgeber der Krombachtalsperre ist ein kleiner Bach, der zwischen dem Ort Rehe und dem Campingplatz Rehe in die Talsperre mündet. Neben der Stromerzeugung dient sie dem Hochwasserschutz und der Erholung. Der nördliche Teil des Sees ist ein Naturschutzgebiet. Während der Staudamm in Hessen liegt, befindet sich der größte Teil des Stausees in Rheinland-Pfalz. Für den Bau der Sperre wurde die ehemalige Bahnstrecke Herborn-Rennerod verlegt. Die Talsperre ist der höchste Punkt einer Kette von fünf Wasserkraftwerken, welche die EAM betreibt.

## Lage
Die Krombachtalsperre liegt ein Kilometer südlich von Rehe (Westerwald) und zwei Kilometer westlich von Driedorf-Mademühlen. Einen Kilometer östlich des Ortes befindet sich der Stausee Driedorf und drei Kilometer nördlich bei Heisterberg der Heisterberger Weiher.

## Freizeitmöglichkeiten
Zur Naherholung gibt es ein Feriendorf und zwei Campingplätze. Ein weiterer Anlieger ist der Segelclub Westerwald, welcher mehrere Regatten im Jahr, darunter auch Hessenmeisterschaften veranstaltet.
Von April bis September wird die Talsperre von Seglern und Surfern genutzt. Erlaubt sind Segelboote bis 20 m² vor dem Wind. Motorboote sind nur zu Rettungs- und Sicherungszwecken gestattet.
Im Sommer wird die Krombachtalsperre jedes Wochenende von einer Delegation ehrenamtlicher Helfer des DLRG – Bezirk Dill oder von Gastwachen anderer Ortsgruppen bewacht.
Mehrere Radwege, darunter einer auf dem Bahndamm der ehemaligen Bahnstrecke, führen zu verschiedenen weitern Sehenswürdigkeiten in der näheren Umgebung. Im Winter wird ein Teil der Wege um die Krombachtalsperre gespurt, sodass sie zum Langlauf genutzt werden können.

## Natur- und Landschaftsschutz

### Naturschutzgebiet Krombachtalsperre
Der nördliche Teil der Krombachtalsperre und deren Uferzone wurde am 23. Februar 1981 von der Bezirksregierung Koblenz als Naturschutzgebiet ausgewiesen. Das Schutzgebiet hat eine Größe von etwa 47,5 ha und liegt in der Gemarkung von Rehe. Die Grenze des Naturschutzgebietes ist durch eine Bojenkette kenntlich gemacht.
Der Schutzzweck ist „die Erhaltung des Feuchtgebietes mit seinen Wasser- und Sumpfflächen sowie seiner Flachwasserzonen als Standort zahlreicher seltener Pflanzen sowie als Lebensraum in ihrem Bestand bedrohter seltener Vogelarten aus wissenschaftlichen Gründen“.
Am Ufer gibt eine beheizbare Holzhütte, welche zur Vogelbeobachtung dient, außerdem gibt es einen Aussichtsturm, der vom NABU Ortsverband Rennerod, mit Unterstützung der Gemeinde, am Rad- und Wanderweg von Rehe nach Mademühlen errichtet wurde und einen ungehinderten Ausblick auf den See ermöglicht.

### Landschaftsschutzgebiet Krombachtalsperre
Auf der rheinland-pfälzischen Seite liegt das mit einer Fläche von etwa 17,0 km² wesentlich größere „Landschaftsschutzgebiet Krombachtalsperre“. Die Nutzungseinschränkungen im Landschaftsschutzgebiet sind geringer als im kleineren Naturschutzgebiet. Es umfasst Gebietsteile der Gemarkungen Rehe, Oberrod, Westernohe, Rennerod, Emmerichenhain, Waigandshain und Homberg. Der Schutzzweck ist „die Erhaltung der besonderen landschaftlichen Eigenart, ihrer Schönheit und ihres Erholungswertes sowie die Verhinderung von Beeinträchtigungen des Landschaftshaushaltes, insbesondere der Landschaftsfaktoren Boden, Wasser, Pflanzen- und Tierwelt“.

### Vogelschutzgebiet Hoher Westerwald
Der hessische Teil der Krombachtalsperre gehört zum EU-Vogelschutzgebiet „Hoher Westerwald“, welches seit 2004 angewiesen ist. Dieses erstreckt sich auf den Lahn-Dill-Kreis und den Kreis Limburg-Weilburg. Hintergrund für die Ausweisung war das es eines der besten hessischen Brutgebiete für Braunkehlchen, Wiesenpieper, Bekassine, Raubwürger, Schwarzkehlchen, Neuntöter, Rotmilan, Schwarzstorch und Haselhuhn sowie eines der besten Rastgebiete des Fischadlers ist.

## Vorgeschichte
Im Bereich des heutigen Stausees gab es wohl spätestens um 1330 eine Ansiedlung. Ob es sich dabei lediglich um die 1431 erstmals als solche erwähnte Mühle handelte oder um ein ganzes Dorf, lässt sich heute nicht mehr bestimmen. Im Dreißigjährigen Krieg brannte die Mühle ab. 1645 wurde sie neu errichtet. Spätestens 1534 gab es dort einen künstlich angelegten Weiher im herrschaftlichen Besitz. 1873 wurde er trockengelegt.

## Bilder

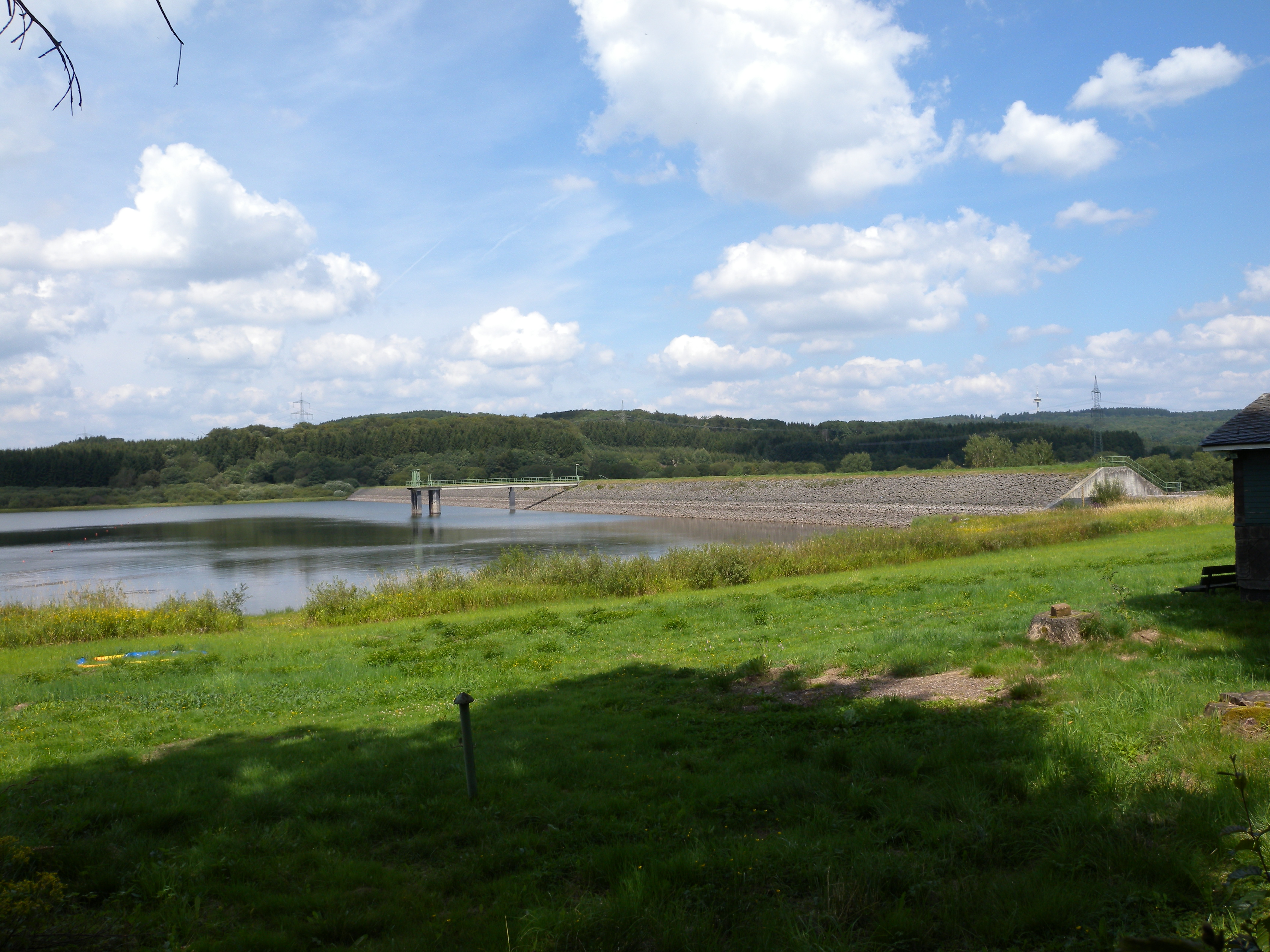
Damm der Krombachtalsperre
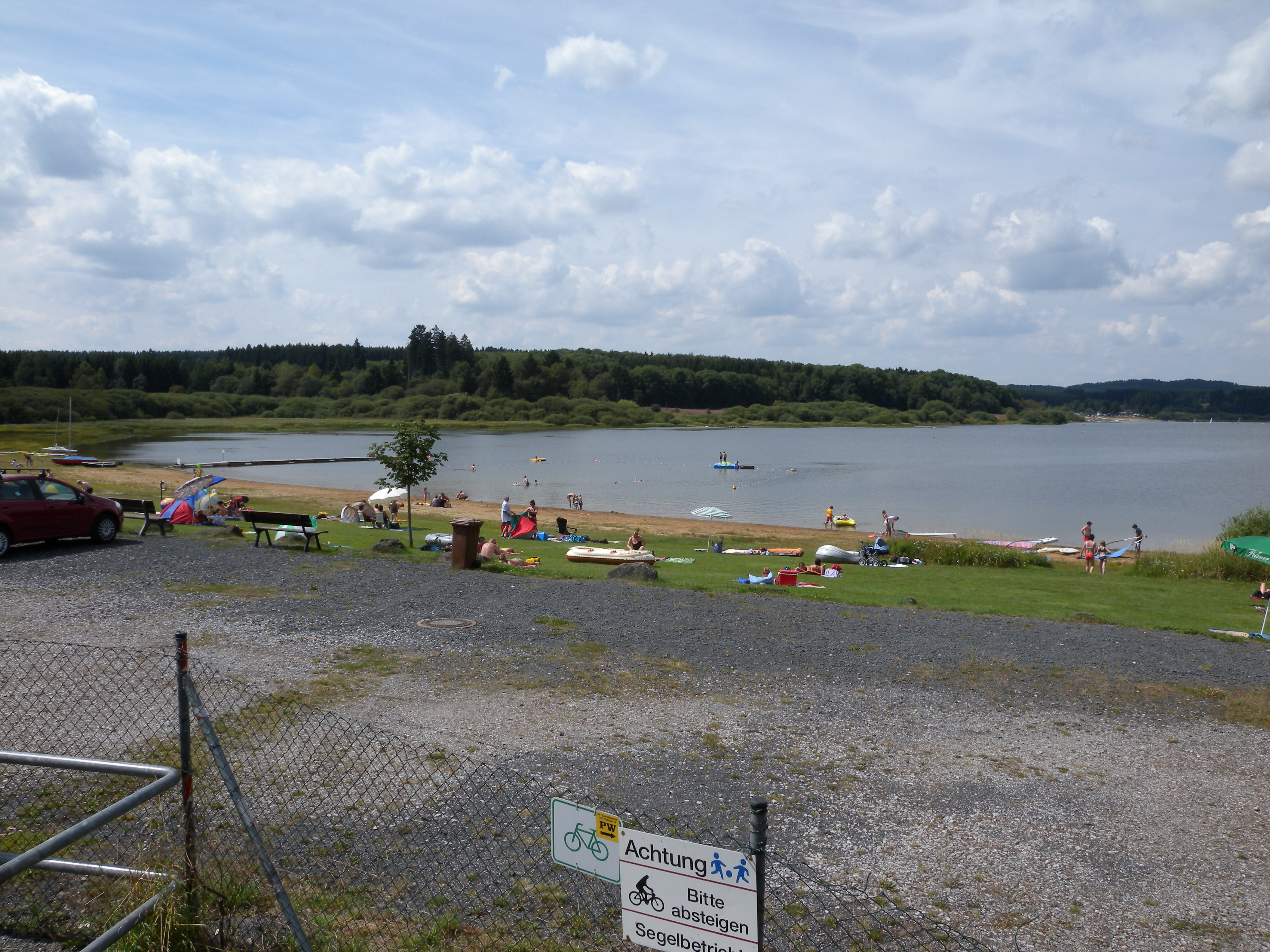
Driedorfer Badestelle
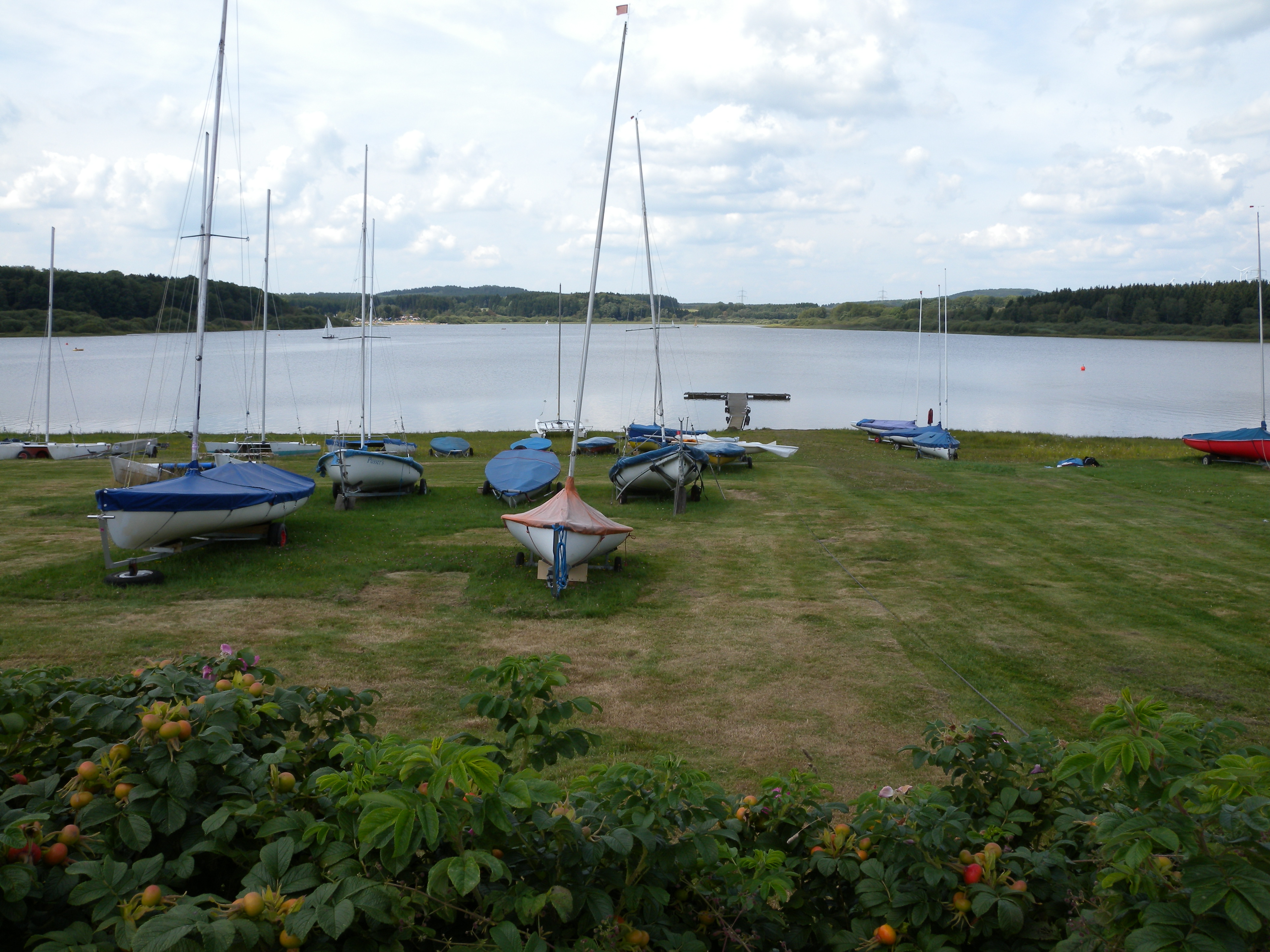
Segelboote